# Szabolcsbáka
Szabolcsbáka is een plaats (község) en gemeente in het Hongaarse comitaat Szabolcs-Szatmár-Bereg. Szabolcsbáka telt 1291 inwoners (2001).